# Oric
Oric – seria ośmiobitowych komputerów osobistych z lat 80. XX wieku opracowanych przez brytyjskie przedsiębiorstwo Tangerine Computer Systems Ltd, a sprzedawanych przez Oric Products International Ltd.
Pierwszym był Oric–1 zaprezentowany w 1982 roku. Jego następcą był Oric Atmos (1984 rok). Trzecim nie wprowadzonym do produkcji Oric Stratos (1985). Po przejęciu Oric Products International przez firmę Eureka powstał jeszcze Oric Telestrat (1986) który jednak nie odniósł komercyjnego sukcesu.
Klony komputera były produkowane w Jugosławii jako Nova 64 i Bułgarii jako Prawec 8D (1985–1991).

## Historia
W roku 1979 w Wielkiej Brytanii powstało przedsiębiorstwo Tangerine Computer Systems Ltd. Stworzyło ono komputer w postaci zestawu do samodzielnego montażu Microtan 65 bazującego na procesorze MOS 6502 oraz przystawkę do teletekstu TANTEL.
W kwietniu 1982 utworzono przedsiębiorstwo Oric Products International Ltd w celu zaprojektowania nowego komputera. Tangerine było zapleczem badawczo–rozwojowym dla nowo powstałej firmy. Jej udziałowcami, z kapitałem zakładowym 1250 GBP byli:
- John Tullis – dyrektor zarządzający
- Peter Harding – dyrektor sprzedaży
- Ted Plumridge – dyrektor finansowy w firmie British Car Auctions
- Paul Johnson and Barry Muncaster – dyrektorzy w Tangerine Computer Systems

Wsparcie finansowe zapewniała firma British Car Auctions dzięki prywatnej znajomości pomiędzy John Tullis a jej prezesem.
Początkowo miało to być urządzenie z wyższej półki. Sukces taniego komputera domowego ZX Spectrum spowodował, że British Car Auctions nalegało na stworzenie masowego produktu który mógł być sprzedawany w dużej ilości.
Nazwa Oric jest anagramem 4 ostatnich liter słowa micro, choć niektóre źródła wywodzą ją od nazwy komputera Aurac z popularnego serialu fantastycznonaukowego „Blake’s 7” nadawanego przez stację BBC1 na przełomie lat 70. i 80. XX wieku.
Komputer został zaprezentowany po raz pierwszy na jesieni 1982 roku. Początkowo sprzedawany tylko wysyłkowo w cenie 100 GBP za wersję 16K i 170 GBP za wersję 48K. Firma obiecywała dostarczanie zamówień w ciągu 4 tygodni, ale termin ten często nie był dotrzymywany szczególnie dla wersji 16K. Pod koniec 1982 rozpoczęto dystrybucję w sieciach sklepów z elektroniką, a w marcu 1983 – po zrealizowaniu zamówień zamknięto dział sprzedaży wysyłkowej. Oric–1 zaczął być postrzegany jako rywal ZX Spectrum.
Poza Wielką Brytanią Oric–1 zyskał popularność we Francji, gdzie zdobył nagrodę Najlepszy komputer roku. Szczególnie cenną cechą na tym rynku było gniazdo RGB umożliwiające wyświetlenie kolorowego obrazu na monitorze, co nie było możliwe przez gniazdo antenowe ze względu na różnice w systemie kodowania obrazu PAL i SECAM używanego we Francji (a które było jedyną opcją dostępną np. dla ZX Spectrum). We Francji w roku 1983 sprzedano 50 000 sztuk Oric–1, a pomiędzy lutym i czerwcem 1984 27000 sztuk Oric Atmos.
W listopadzie 1983 firma Edenspring Investments przejęła Oric Products International z planami zasilenia ją kwotą do 4 milionów GBP. Dwa miesiące później zaprezentowano nowy model Oric Atmos, który był w praktyce Oric–1 w nowej obudowie z nową klawiaturą i poprawionymi błędami w ROM.
W sierpniu 1984 roku w prasie branżowej ukazały się informacje, że firma ma spore zaległości w płatnościach sięgające kwoty 2,5 miliona GBP.
W listopadzie tego roku pojawiła się informacja o nowym komputerze Oric Stratos będącym następcą Oric Atmos.
W styczniu 1985 zamknięto główne biuro Oric w Ascot, prowadzono też rozmowy o przeniesieniu produkcji z Wielkiej Brytanii do Francji.
Nowy komputer zaprezentowano 1 lutego 1985 roku na targach we Frankfurcie. Następnego dnia 2 lutego, Edenspring Investments wprowadziła Oric Products International w zarząd komisaryczny. Firma miała 5,5 miliona GBP długu, podczas gdy wartość majątku wynosiła 3,3 miliona GBP.
1 czerwca 1985 Francuska firma Eureka kupiła firmę Oric. Rozpoczęto produkcję Oric Atmos w fabryce położonej we Francji. Udało się też sprzedać licencję na produkcję 5000 sztuk komputera w Jugosławii.
W listopadzie 1985 roku rozpoczęto prace nad nowym komputerem. Miał to być wariant Stratosa przystosowany do współpracy z Francuską siecią Minitel. Ponieważ nazwa „Stratos” została zastrzeżona we Francji przez byłego dystrybutora Oric, nowy projekt nazwano Telestrat. Komputer pojawił się w sprzedaży we wrześniu 1986 roku, ale nie sprzedawał się dobrze. W sumie sprzedano 6000 sztuk.
W grudniu 1987 nad firmą ustanowiono zarząd komisaryczny, a ostatecznie zamknięto ją rok później.

## Oric–1
Komputer zbudowany był w oparciu o procesor MOS 6502 taktowany 1 MHz. Operacje I/O i liczniki obsługiwał układ MOS 6522.
Sprzedawany w wersjach 16K lub 48K. W 16 KiB ROM znajdował się interpreter języka BASIC i system operacyjny. W przypadku wersji 48K montowane było 64 KiB RAM, ale 16 KiB pokrywające się z przestrzenią adresową ROM nie było bezpośrednio dostępne. Obszar ten wykorzystywany był do przechowywania procedur I/O, w tym Oric DOS. Wersja 16K wyposażona była w 16 KiB RAM.
Oric wyposażony był w układ generowania dźwięku General Instrument AY-3-8910, który był również używany w innych komputerach tamtego okresu (Amstrad CPC, MSX, Atari ST). Umożliwiał wytwarzanie dźwięku w 3 niezależnych kanałach przez wbudowany wzmacniasz i głośnik.
Za generowanie obrazu odpowiadały dwa programowalne układy logiczne ULA, które oferowały pracę w dwóch trybach. Pierwszy był trybem tekstowym umożliwiającym wyświetlenie 40 znaków w 28 liniach. Był on podobny to trybu używanego przez Teletekst. Możliwe było przedefiniowanie zestawu znaków, jeden znak zajmował 6×8 pikseli. Drugi był trybem graficznym o rozdzielczości 240×200 pikseli z dodatkowymi 4 liniami w trybie tekstowym u dołu. Możliwe było użycie 8 kolorów, ale w bloku 6×1 pikseli mogły występować tylko 2 różne kolory.
Wyposażony był w następujące złącza:
- wyjście TV umożliwiające bezpośrednie podłączenie odbiornika telewizyjnego w systemie PAL
- wyjście RGB do podłączenia monitora
- gniazdo do podłączenia magnetofonu który służył jako tania pamięć masowa
- port Centronics do podłączenia drukarki
- port rozszerzeń – umożliwiał podłączenie dodatkowych urządzeń; dostępne linie adresowe i danych procesora[3]
- gniazdo zasilania

Przycisk reset dostępny był przez mały otwór pod spodem obudowy.

## Oric Atmos

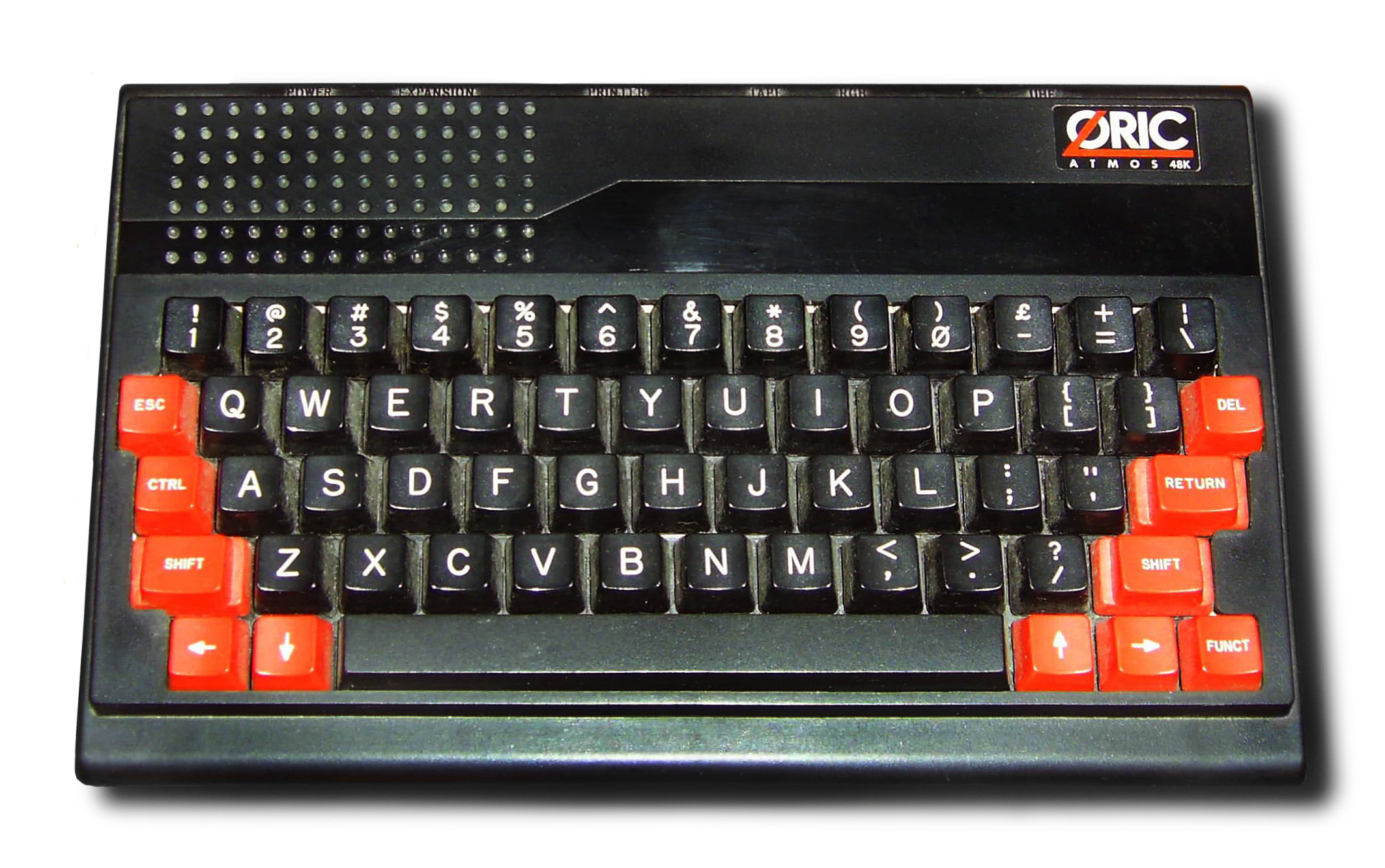
Oric Atmos

Używał tej samej płyty głównej co Oric–1. Posiadał nową obudowę oraz pełnowymiarową klawiaturą z dodatkowym klawiszem FUNC. Zmiany w ROM (poprawiono błędy i dodano nowe komendy BASIC) powodowały, że nie był 100% zgodny z poprzednim modelem. Wersja języka BASIC została zmieniona z 1.0 na 1.1.
W 1984 roku kosztował 170 GBP za wersję 48K.

## Oric Stratos
Nie wprowadzony do produkcji. W kwietniowym wydaniu francuskiego magazynu użytkowników Oric Micr’Oric zapowiedziano cenę 2995 franków z dostawą w czerwcu.

## Oric Telestrat

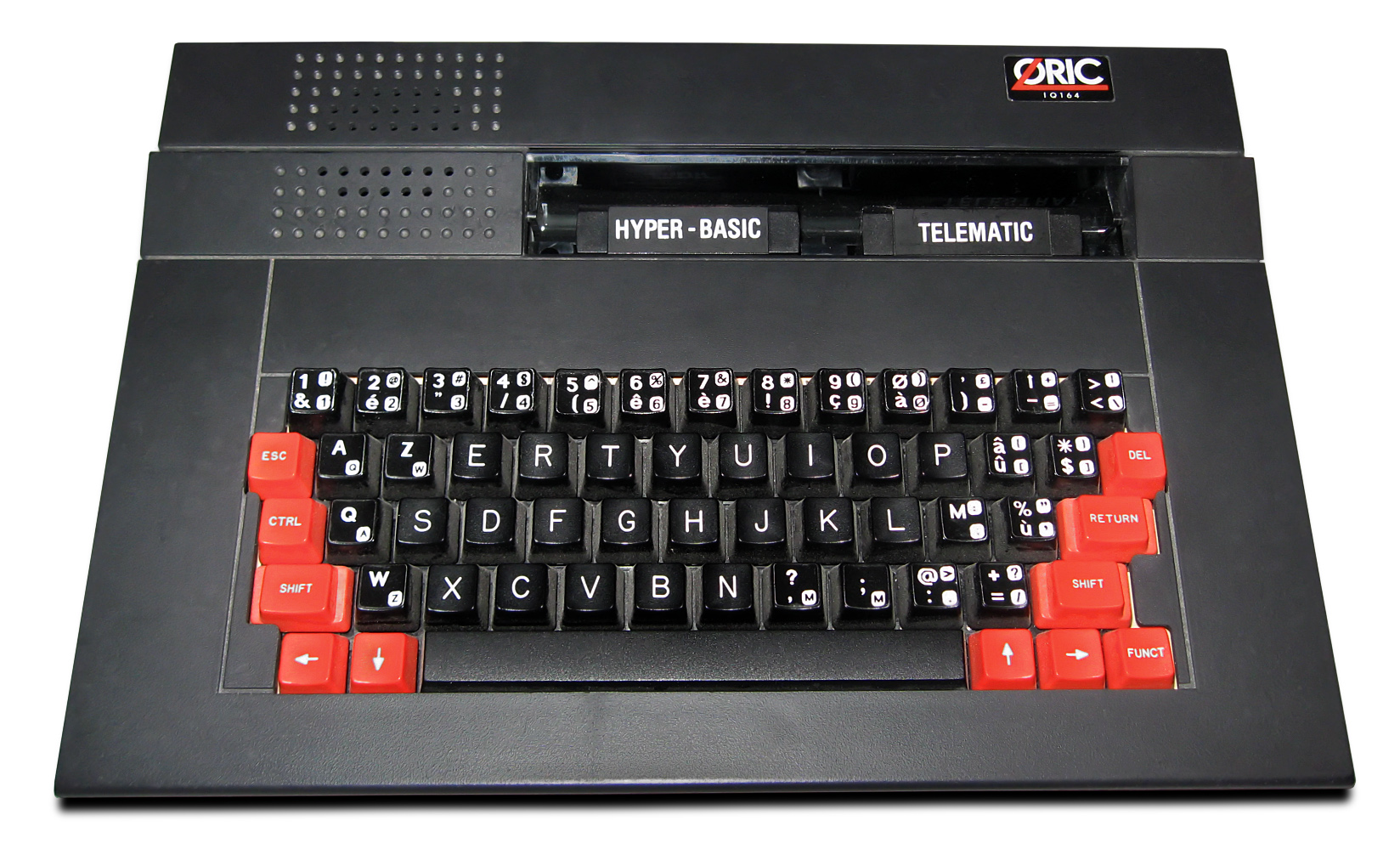
Oric Telestrat

Bazował na projekcie Oric Stratos. Specyfikacja techniczna znacząco nie odbiegała od Oric–1 i Atmos. Procesor, pamięć (64 KiB), grafika i możliwości dźwiękowe były takie same. Rozmiar pamięci ROM zwiększono do 48 KiB.
Język Hyper–Basic dostarczany był na osobnym kartridżu. Oferował więcej możliwości niż BASIC Atmosa, ale był z nim niekompatybilny. Komunikaty błędów w języku francuskim.
Klawiatura taka sama jak w Oric Atmos, ale w układzie francuskim AZERTY.
Posiadał następujące złącza:
- dwa gniazda kartridży
- gniazdo zewnętrzny napęd dysków; komputer posiadał wbudowany kontroler stacji dysków
- gniazdo po podpięcia terminala Minitel i kabel do podłączenia do Francuskiej sieci telefonicznej
- gniazda 2 dżojstików, ale nie były kompatybilne z żadnym standardem
- gniazdo MIDI, nie było możliwe podpięcie urządzania MIDI bez dodatkowego osprzętu
- gniazdo RGB do podłączenia monitora (brak modulatora TV)
- Centronics
- łącze szeregowe
- port rozszerzeń